# Parque del Guinardó
El parque del Guinardó se encuentra en el distrito de Horta-Guinardó de Barcelona. Fue creado en 1918 con un diseño de Jean-Claude Nicolas Forestier, con ayuda de su discípulo Nicolau Maria Rubió i Tudurí. Fue remodelado y ampliado en 1977 por Joaquim Casamor. 

## Descripción

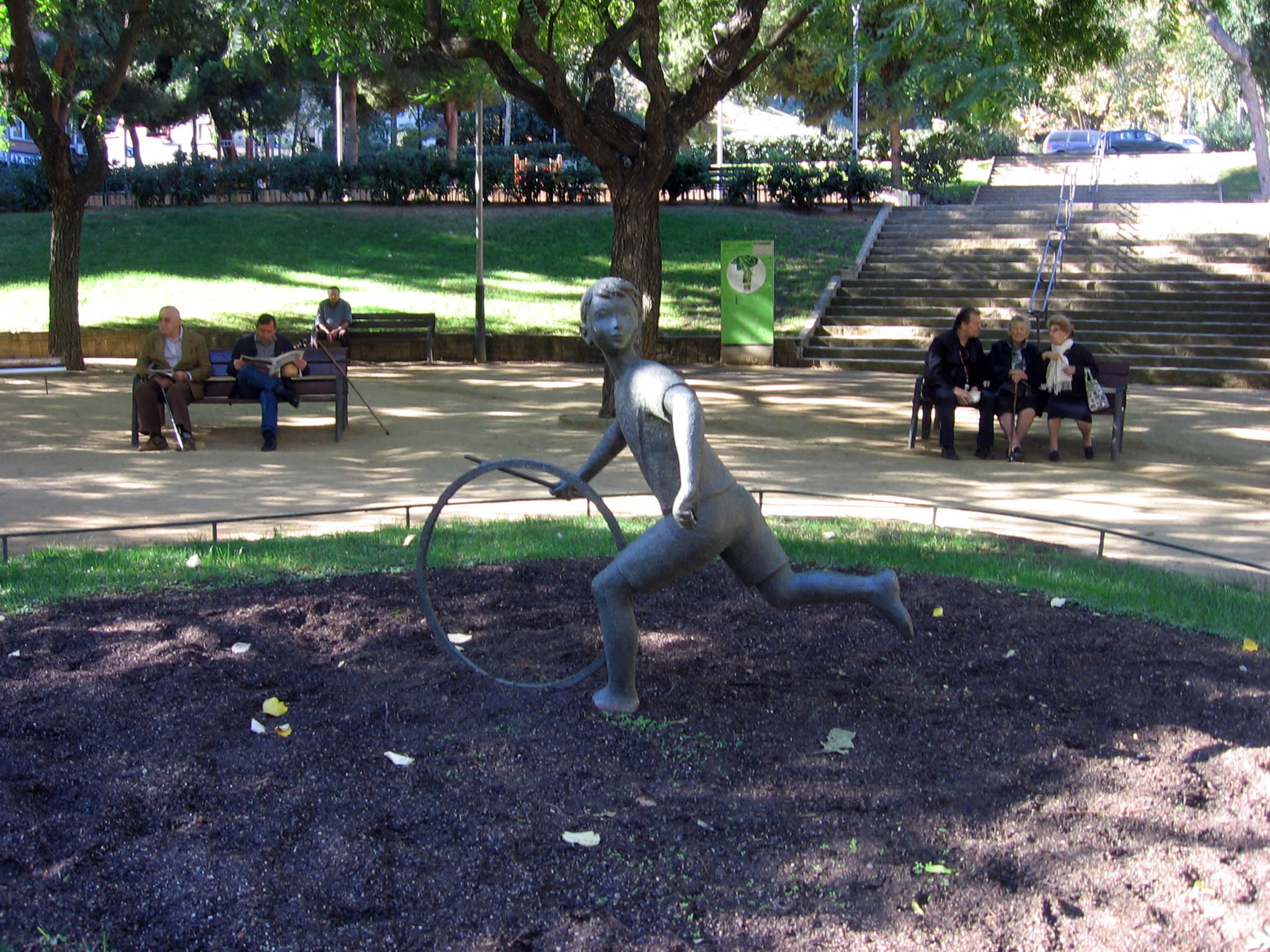
El niño del aro, de Joaquim Ros i Bofarull.

El parque se encuentra en la colina del Guinardó, una de las estribaciones que se adelantan desde la sierra de Collserola en el llano de Barcelona. En el terreno había una finca rústica, el Mas Guinardó (actualmente Casal de Entidades del distrito), que alojó a Miguel de Cervantes cuando visitó Barcelona; también se dice que fue la casa del bandolero Perot Rocaguinarda. En 1910 pasó a ser propiedad municipal, y se encargó el proyecto de ajardinamiento de la zona al paisajista francés Jean-Claude-Nicolas Forestier, quien fue ayudado por Nicolau Maria Rubió i Tudurí, inaugurándose el parque en 1918. La intervención se centró principalmente en la zona oriental de la colina, mientras que el resto se dejó como zona forestal. El proyecto de Forestier era de carácter mediterráneo y clasicista, en la línea iniciada con el parque de María Luisa de Sevilla y con el proyecto de ajardinamiento de la montaña de Montjuïc. En él tenía un especial protagonismo el agua, que desde una alberca situada en la cota más alta de esta vertiente oriental de la colina se derramaba hacia abajo a través de una serie de canales y terrazas con pequeñas cascadas y piscinas, con lo que el ambiente en esta zona está pleno del murmullo del agua. El resto de elementos del parque, como muros, escaleras y bancos, están realizados en piedra en estilo rústico, lo que proporciona una gran naturalidad a esta zona del parque. En este ámbito se encuentran también varias zonas de juegos infantiles, un bar y un área de pícnic, así como una fuente denominada Fuente del Cuento, originaria de 1739 y de gran popularidad en el barrio. En la entrada del parque por la avenida de la Mare de Déu de Montserrat se halla El niño del aro (1961), de Joaquim Ros i Bofarull, una famosa estatua de un niño conduciendo un aro que se ha convertido en el elemento más emblemático del parque y en un símbolo del barrio. La vegetación se compone en la zona histórica de especies ornamentales como olivos, mimosas, jacarandas y acacias, así como un buen número de algarrobos. La zona forestal está poblada con especies típicamente mediterráneas como pinos, cedros y encinas, así como zonas de sotobosque. En 1977 el parque fue remodelado, urbanizándose las terrazas inferiores con áreas infantiles y un escenario para espectáculos al aire libre. En 1991 se construyó un puente para enlazar el parque con la calle Mühlberg, por encima de un barranco que anteriormente había sido explotado como cantera. Por último, en 1997 se permeabilizó la zona forestal con caminos y nuevas plantaciones vegetales.

## Galería

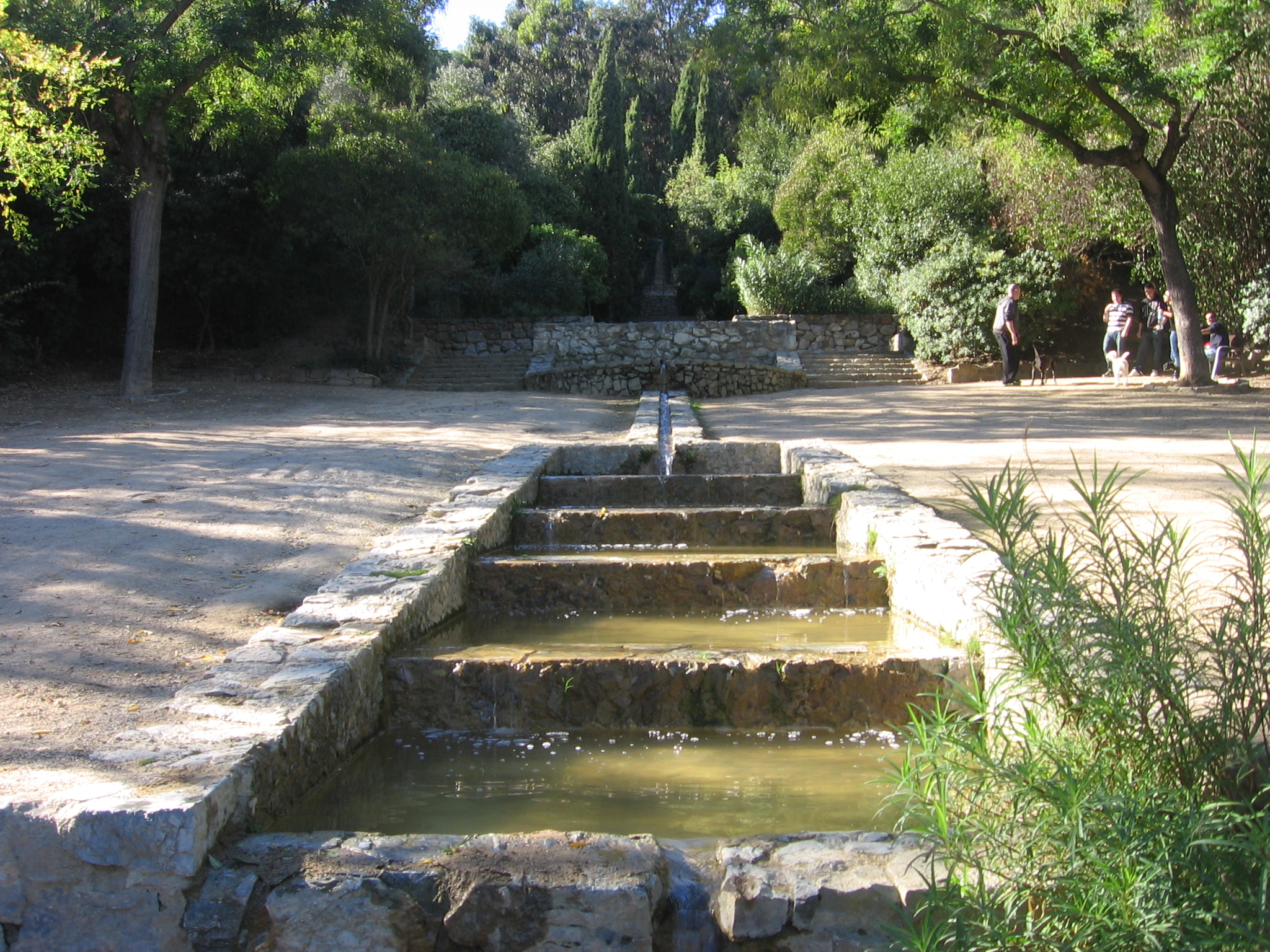
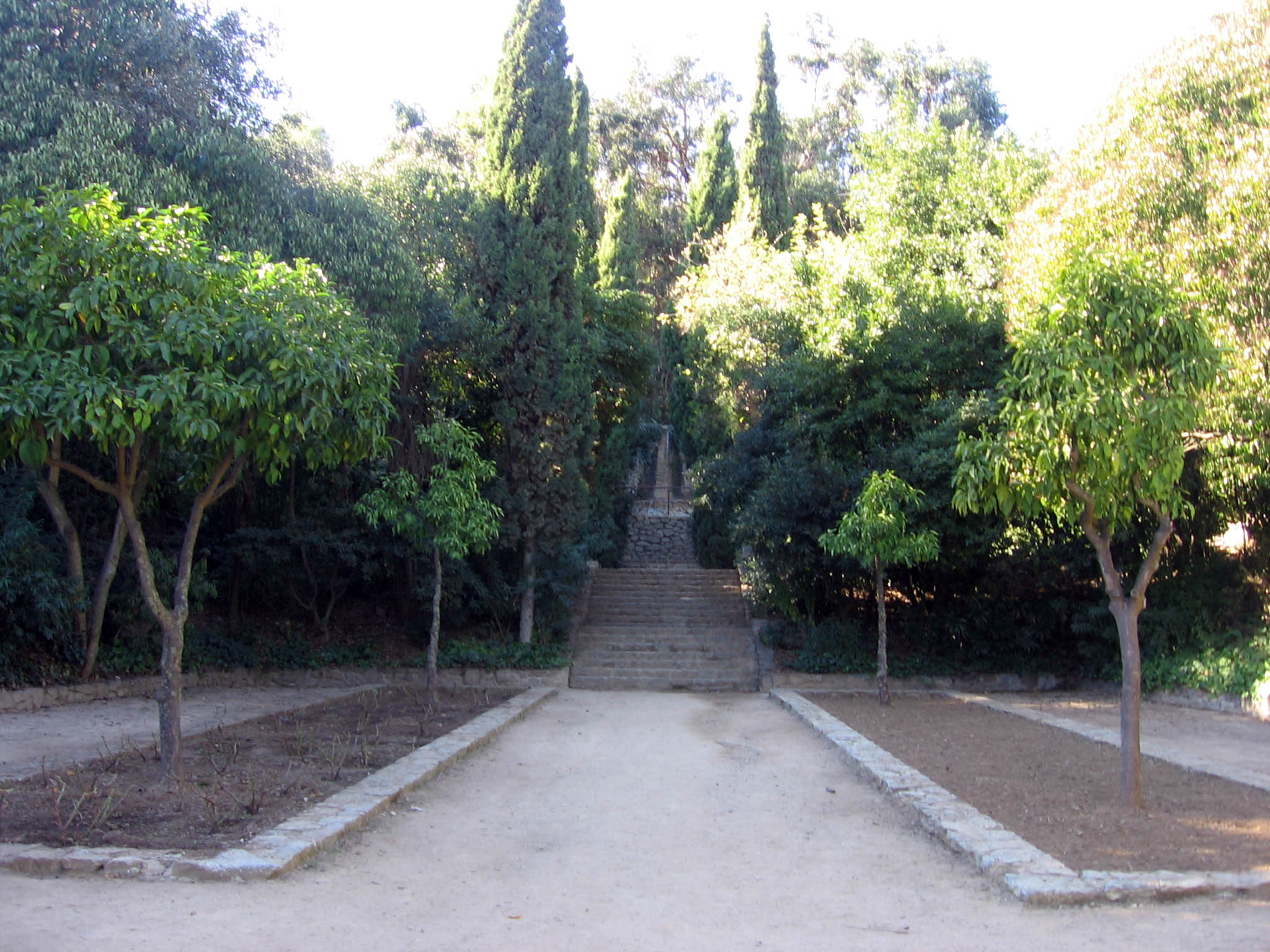
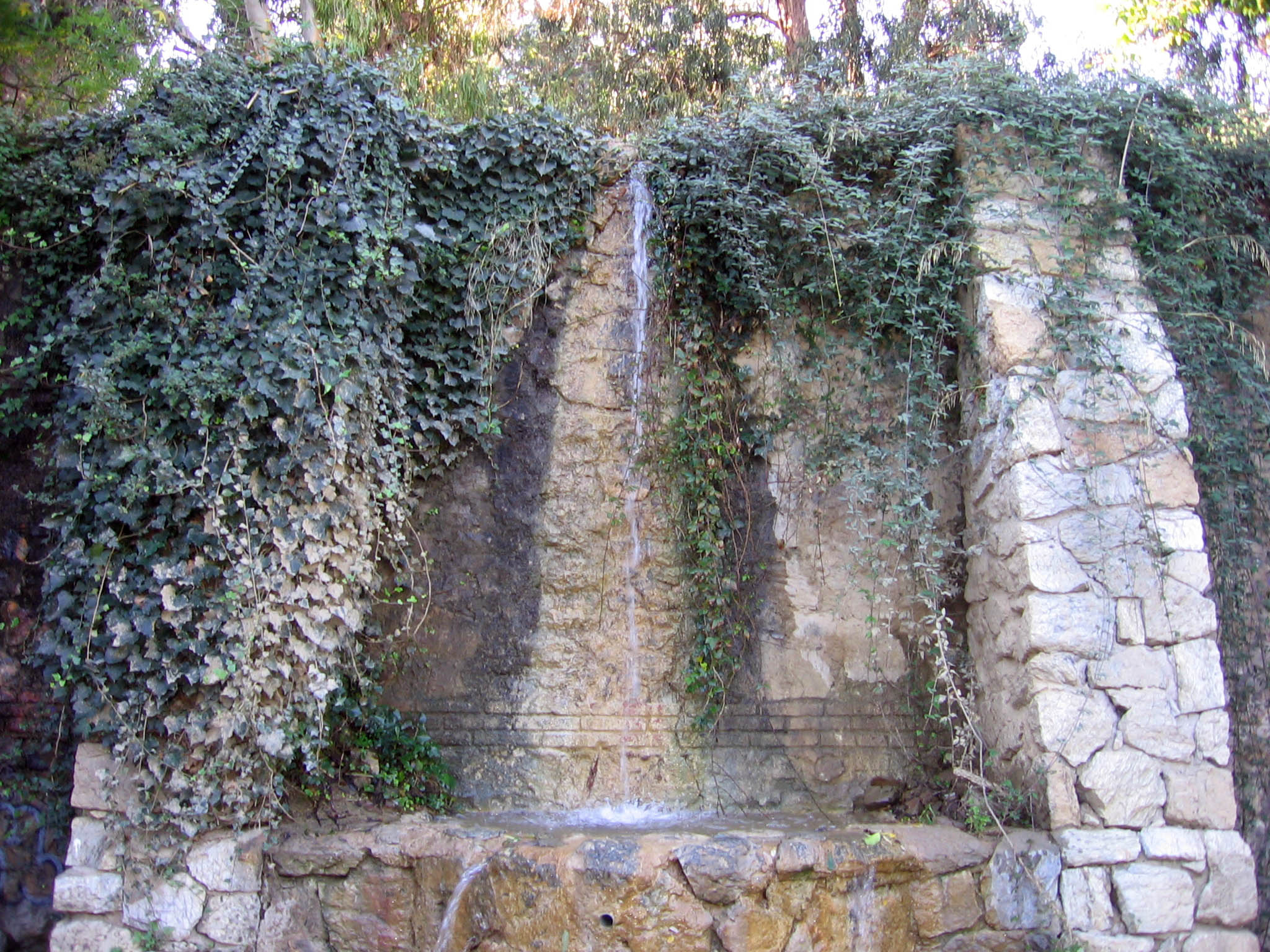
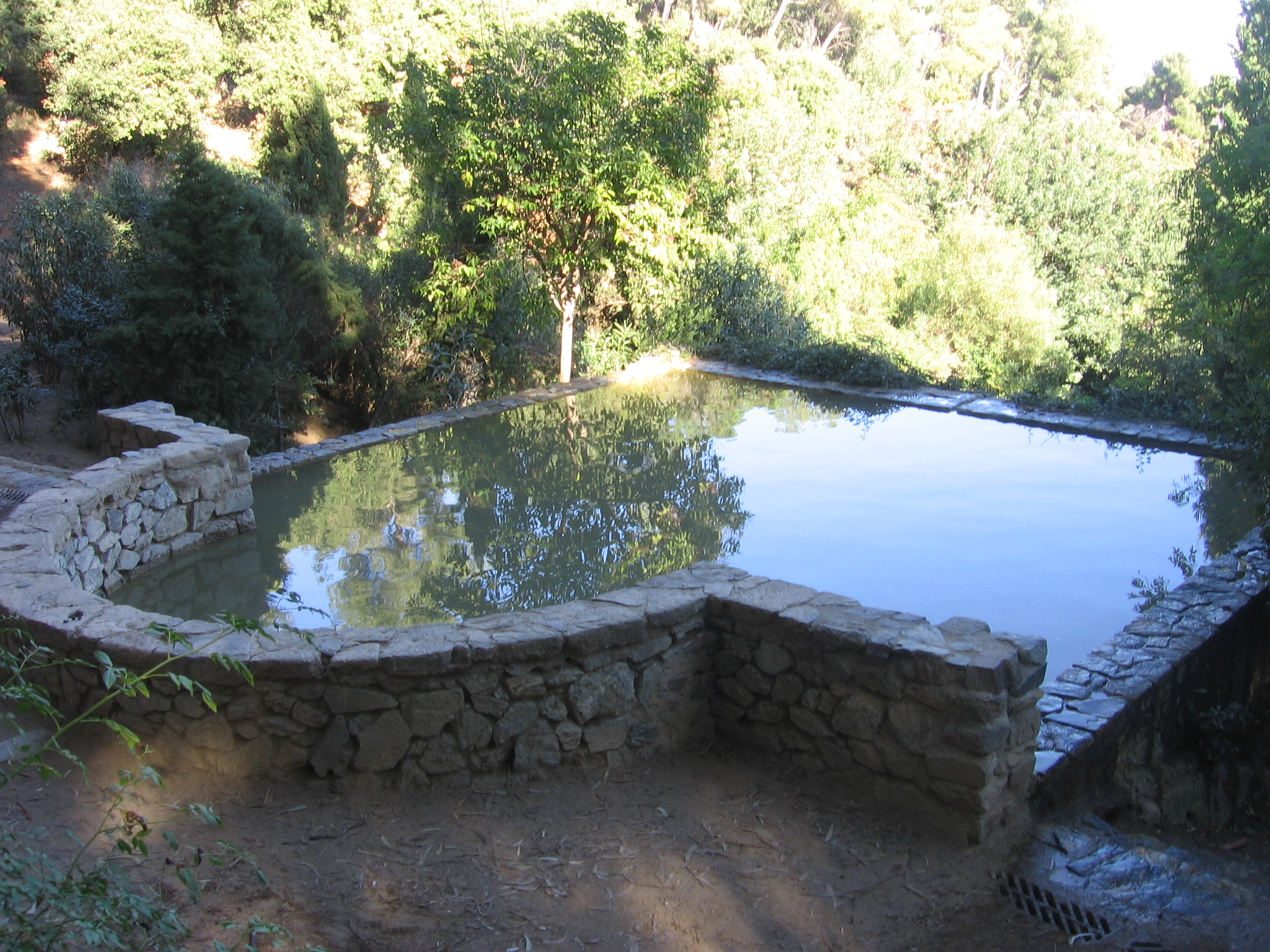
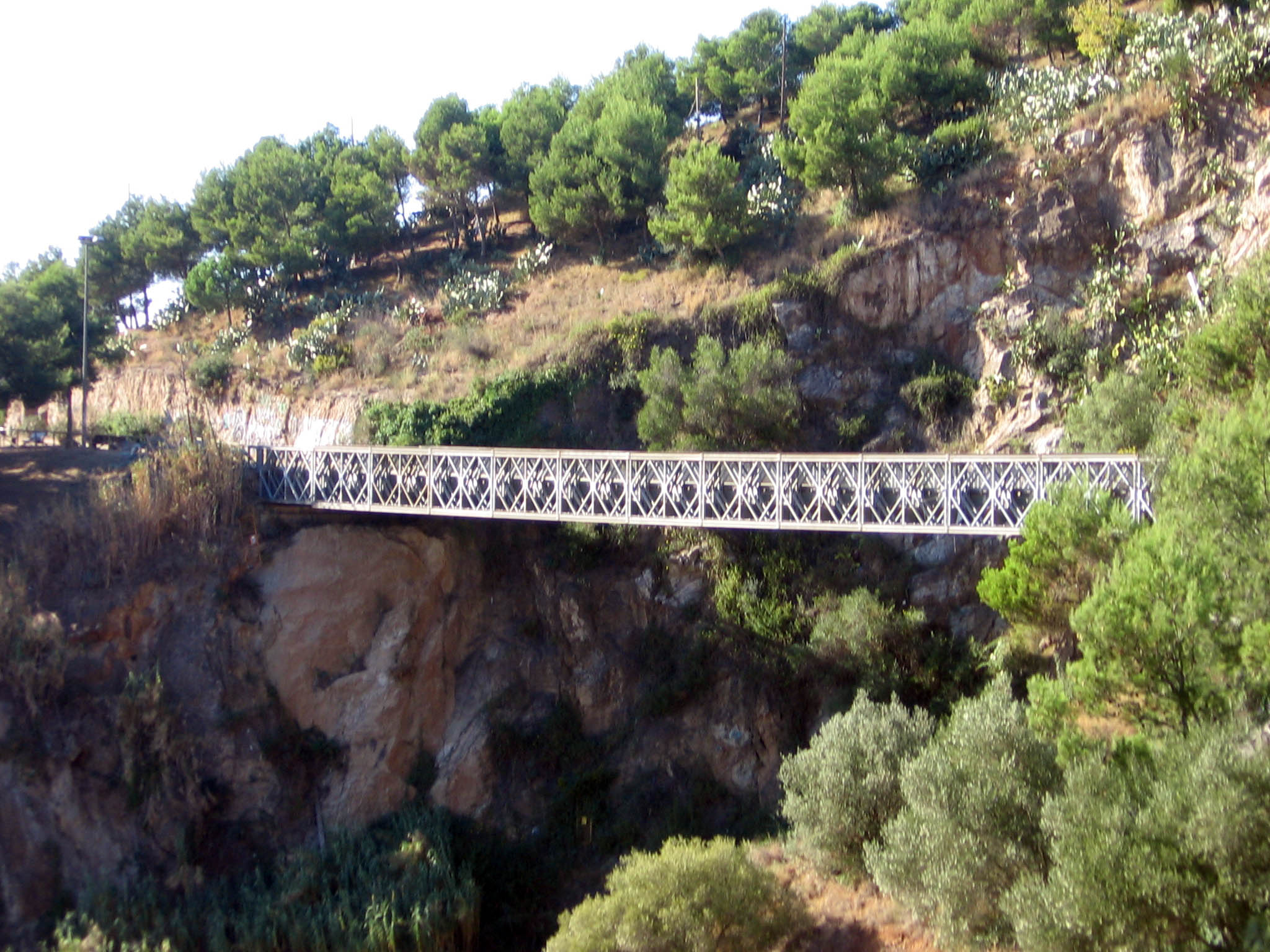